# 강현정
강현정(1985년 ~)은 대한민국의 배우다.

## 출연

### 드라마
- 2022년 KBS1 으라차차 내 인생 - 조윤아 역

## 수상
- 2005년 엘리트모델 본상, 네티즌 인기상
- 2004년 미스코리아 강원 진